# Gace Słupieckie (gromada)
Gace Słupieckie – dawna gromada, czyli najmniejsza jednostka podziału terytorialnego Polskiej Rzeczypospolitej Ludowej w latach 1954–1972.
Gromady, z gromadzkimi radami narodowymi (GRN) jako organami władzy najniższego stopnia na wsi, funkcjonowały od reformy reorganizującej administrację wiejską przeprowadzonej jesienią 1954 do momentu ich zniesienia z dniem 1 stycznia 1973, tym samym wypierając organizację gminną w latach 1954–1972.
Gromadę Gace Słupieckie z siedzibą GRN we Gacach Słupieckich utworzono – jako jedną z 8759 gromad na obszarze Polski – w powiecie buskim w woj. kieleckim, na mocy uchwały nr 13a/54 WRN w Kielcach z dnia 29 września 1954. W skład jednostki weszły obszary dotychczasowych gromad Gace Słupieckie, Słupiec i Szczebrzusz oraz wieś Zalesie z dotychczasowej gromady Zalesie ze zniesionej gminy Pacanów w tymże powiecie. Dla gromady ustalono 15 członków gromadzkiej rady narodowej.
29 lutego 1956 do gromady Gace Słupieckie przyłączono kolonię Zalesie z gromady Zborówek w tymże powiecie.
1 lipca 1957 z gromady Gace Słupieckie wyłączono kolonię Warszawa włączając ją do gromady Komorów w tymże powiecie.
31 grudnia 1961 do gromady Gace Słupieckie przyłączono kolonię Zofiówka ze zniesionej gromady Czarzyzna.
Gromada przetrwała do końca 1972 roku, czyli do kolejnej reformy gminnej.